# Papinsaaret (ö i Päijänne-Tavastland)
Papinsaaret är en ö i Finland. Den ligger i sjön Viilajärvi och i kommunen Heinola i den ekonomiska regionen  Lahtis ekonomiska region  och landskapet Päijänne-Tavastland, i den södra delen av landet, 140 km nordost om huvudstaden Helsingfors. Öns area är 0,2 hektar och dess största längd är 50 meter i nord-sydlig riktning.  Notera att namnet antyder att det är fråga om flera öar.